# بچه گربه دزد
بچه‌گربه دزد (به زبان انگلیسی: The Robber Kitten) یک انیمیشن کوتاه محصول والت دیزنی از مجموعه سمفونی احمقانه است که به کارگردانی دیوید هند در سال ۱٩٣۵ منتشر شد. 